# Điện tử tương tự

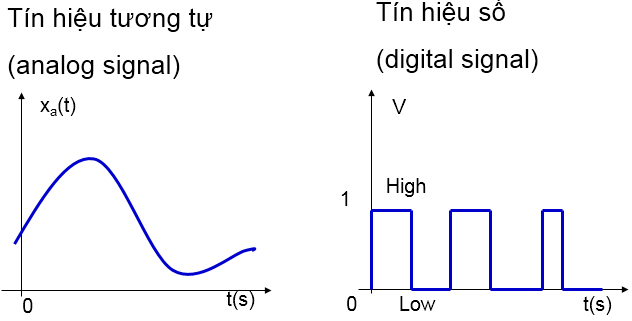
Tín hiệu tương tự và tín hiệu số

Điện tử tương tự (tiếng Anh: analog electronics hoặc Analogue electronics) là các hệ thống điện tử xử lý các tín hiệu có giá trị biến đổi liên tục theo thời gian, hoặc tín hiệu tương tự. Nó khác với thiết bị điện tử số xử lý tín hiệu số được biểu diễn bằng hai mức tín hiệu 0 và 1. Thuật ngữ "tương tự" mô tả mối quan hệ tỷ lệ giữa tín hiệu với điện áp hoặc cường độ dòng điện.
Thuật ngữ analog  được lấy từ tiếng Hy Lạp ανάλογος (analogos) có nghĩa là tỷ lệ (proportional).

## Tín hiệu tương tự
Tín hiệu tương tự sử dụng một số thuộc tính của môi trường để truyền tải thông tin của tín hiệu. Ví dụ, một áp kế aneroid sử dụng vị trí góc của kim làm tín hiệu truyền tải thông tin về sự thay đổi áp suất trong khí quyển. Các tín hiệu điện có thể truyền tải thông tin bằng cách thay đổi điện áp, cường độ dòng điện, tần số, hoặc toàn bộ điện tích. Thông tin được chuyển đổi từ một số dạng vật lý khác (chẳng hạn như âm thanh, ánh sáng, nhiệt độ, áp suất, vị trí) sang tín hiệu điện bằng một bộ chuyển đổi một loại năng lượng sang một loại năng lượng khác (ví dụ: micrô)